# Petalidium pilosibracteolatum
Petalidium pilosibracteolatum är en akantusväxtart som beskrevs av Hermann Merxmüller och Hainz. Petalidium pilosibracteolatum ingår i släktet Petalidium och familjen akantusväxter. Inga underarter finns listade i Catalogue of Life.